# Storia di Catanzaro
(Polibio, Storie)
Il primo storico antico a nominare la città di Catanzaro fu Polibio, nelle sue "Storie". La descrive come un antico centro greco, facente parte dell'area di Scolacium, posto su uno sperone roccioso dal quale era possibile vedere l'intero Scilletinico, l'attuale Golfo di Squillace. Secondo lo storico, lungo il fiume Crotalus (attuale Corace) sorgevano vari centri abitati, tra cui uno situato lungo la sponda settentrionale, che chiama "Crotalla" (attuale Marina)
Quest'ultimo centro viene segnalato anche da una bolla papale datata tra l'800 e il 900 d.C. che chiamava Palepoli l'antica Crotalla.
Altri storici, tra cui Cassiodoro, parlano di vari centri situati nell'entroterra a pochi km da Crotalla, poco distanti l'uno dall'altro, come Gallianus (attuale quartiere Gagliano), Petrusa, Mater Domini (attuale quartiere Mater Domini), Petra Gnazia, Janous (attuale quartiere Ianò), Sansenatora (attuale Sansinato), Cassioleonum (attuale Casciolino) e Castra Hannibalis (sulla sponda nord del fiume Crotalus in prossimità del quartiere Marina).
Anche il D'Amato nelle sue Memorie Historiche conferma la presenza di vari piccoli centri di origine autoctona e divenuti colonia greca.

## La Catanzaro preistorica
Gli insediamenti nella zona risalgono alla preistoria.

### Paleolitico (600.000-20.000 a.C.)
Vari ritrovamenti in contrada Pirivoli (quartiere Gagliano) di alcune asce amigdale e di alcune grotte esistenti nella stessa zona testimoniano la presenza dell'uomo fin dal Paleolitico. L'ascia amigdale era a forma di mandorla e veniva ricavata da ciottoli scheggiati da ogni lato.
Altri ritrovamenti di notevole importanza datati 20.000 a.C. sono avvenuti nel quartiere presilano Cavorà, in una grotta a circa 50 m di distanza dal Corace.

### Neolitico (15.000-10.000 a.C.)
Lo storico Lovisato afferma che "l'uomo preistorico ebbe le sue principali officine litiche nell'istmo catanzarese a partire dalle falde del colosso silano". Hanno rilevante importanza i ritrovamenti di una stazione litica nei pressi del quartiere di Catanzaro Lido in cui sono stati rinvenuti numerosi oggetti e manufatti datati 12.000 a.C.
A questo periodo vengono fatti risalire le prime forme di commercio, soprattutto di ossidiana, particolarmente abbondante nella zona tra Petrusa e Gallianus.
Nel tardo neolitico comincia a prendere forma un'area policentrica formata da piccoli villaggi sui colli Petrusa, Trivonà, Pozzo, Fontanelle e sulle rive dei fiumi come Crotalla sul Crotalo e Palepoli sul Massente, oggi Fiumarella. Se oggi il centro nevralgico è il Trivonà, a quei tempi era Petrusa ove oggi sono situati i quartieri Gagliano, Mater Domini e Sant'Antonio.

## Protostoria: l'età dei metalli

### Periodo del Rame
Intorno al 5.000 a.C. iniziò nell'area catanzarese un forte sfruttamento delle miniere di rame, situate nelle valli in prossimità degli attuali colli della città e in quelli immediatamente vicini come Gimigliano e Tiriolo. La lavorazione avveniva in alcuni antichi stabilimenti lungo la costa, a prova di ciò sono stati fatti ritrovamenti di vaschette utilizzate per la fusione del metallo nell'area di scolacium e nell'attuale quartiere Catanzaro Lido. Il rame estratto dalle miniere veniva inviato sulla costa tramite il Corace, a quei tempi navigabile, e scaricate su alcune banchine situate in prossimità della foce del fiume.
La presenza di queste miniere, uniche in Calabria, permise un forte sviluppo dell'area, soprattutto per via degli scambi commerciali con altri metalli quali oro e argento, facilitati dalla posizione al centro dell'istimo che permetteva il rapido trasporto sulla sponda Tirrenica. Proprio la posizione di dominio sull'istimo consentì un ulteriore sviluppo dell'area in quanto rappresentata il passaggio terrestre più agevole tra il Mar Egeo ed il Mar Tirreno.
Nel suo "Catanzaro e Temesa, due storie:la stessa storia", Luigi De siena identifica l'italica "Petrusa" con la mitica "Temesa" omerica; Petrusa fu chiamata Temesa, che in semitico significa "fonderia", dai commercianti orientali che la frequentavano per le sue celebri miniere ma anche come via più veloce per raggiungere le coste iberiche attraverso l'istmo catanzarese. Fra le tante prove che lo storico cita nella sua opera si parla anche della scomparsa definitiva e immediata da tutte le fonti storiche del mitico nome "Temesa" contemporaneamente all'apparire del nuovo nome "Catanzaro".

### Periodo del Bronzo

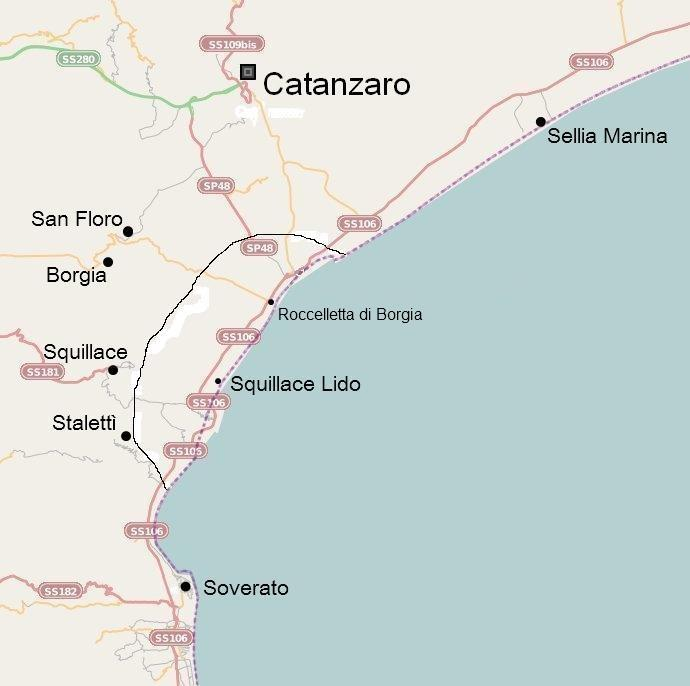
Area di probabile insistenza dell'antica colonia magnogreca di Skylletion, successivamente divenuta Minervia Scolacium in epoca romana.

Diversi ritrovamenti datati intorno al 2º millennio a.C. di cuspidi, fibule, anelli, catenelle, rasoi, piattini di bronzo confermano, le tesi di molti storici, nel far partire l'Età del Bronzo in Calabria intorno tra il 3º ed il 2º millennio a.C. Questo periodo vide l'incremento di scambi commerciali con Micenei e Fenici, questi ultimi specialmente interessati al rame in quanto piuttosto carente nella loro area di origine. La ricchezza portata dai commerci, produsse un forte sviluppo e l'aumento della popolazione, soprattutto lunga la costa che era oggetto di migrazioni da parte degli abitanti delle alture circostanti. L'espansione di molti antichi centri, come Crotalla (attuale quartiere Marina di Catanzaro) e altri villaggi della valle del Corace portò ad un'unificazione territoriale dando vita ad un grosso centro che dopo fu ribattezzato Scolacium.
Questo fiorente periodo fu però interrotto intorno al 1º millennio a.C. dallo scoppio della Guerra di Troia.

### Arrivo degli Enotri e il nome Italia
Intorno al X secolo a.C., giunsero nell'area catanzarese gli Enotri, che da un secolo circa si stavano stabilendo in Italia. L'integrazione con le popolazioni locali fu pacifica e consentì un ulteriore aumento della popolazione soprattutto sulla costa. Alcuni ritrovamenti di antiche necropoli con iscrizioni riconducibili a questo popolo, sono avvenuti nell'attuale quartiere Germaneto, in un'area adiacente all'antica Scolacium lungo il fiume Corace. In questo periodo l'intero istmo di Catanzaro fu dominato dagli Enotri, capeggiati dal Re Enotrio Italo, che si stanziò definitivamente nella terra tra i due golfi, come affermano chiaramente Antioco da Siracusa e Aristotele:
Questo uomo si chiamò Italo che denominò per primo questa terra Italia. E quando italo si fu impadronito di questa terra dell'istmo, ed aveva molte genti che gli erano sottomesse, subito pretese anche i territori confinanti e pose sotto la sua dominazione molte città.»
(Antioco di Siracusa V secolo a.C.)
(Aristotele, Politica, VII, 10, 2-3)
Il reale motivo per cui gli Enotri si stabilirono definitivamente in quest'area fu la sconfitta subita dai Lucani, in Puglia, Basilicata e Calabria settentrionale che spinsero questo popolo a scendere fino ad occupare parte della Calabria centro-meridionale fino all'attuale zona della piana di Gioia dove presero il nome di Ausoni da Re Siculo Ausone figlio di Re Enotrio Italo.
Secondo Strabone, Italo fu il fondatore di Pandosia Bruzia, la capitale del suo Regno, probabilmente da identificare con l'odierna città di Acri.

## Periodo pregreco
Alla fine del X secolo a.C. la maggior parte della popolazione era concentrata sulla costa e lungo il Corace. Questo è il periodo dei maggiori ritrovamenti di arnesi per l'estrazione dei minerali, per l'agricoltura e la pesca. La zona in questione era divenuta famosa soprattutto per la lavorazione dei metalli come bronzo, ferro, ed in particolar modo rame e proprio il commercio di questi metalli portò alla creazione delle importanti vie commerciali. 
- Mar Ionio - istmo di Catanzaro - Mar Tirreno direttrice Est -ovest, era la tratta utilizzata dalle popolazioni medio-orientali soprattutto Fenici;
- Corace - Crati - Sibari tratto da Tolo a Sibari. Tolo era una località situata tra gli attuali quartieri Germaneto e Lido a circa 350 m dalla foce del Corace, ed era l'ultima fermata per lo scarico di merci prima del mare. Le altre "stazioni" erano denominate Tole, Tuls, Tule[8] ed erano distribuite lungo la via che partendo da Catanzaro, attraversava Gimigliano Inferiore, Porto, Carlopoli, Soveria, Rogliano, Sibari per un totale di quasi 30 ore di viaggio. L'antico tragitto è oggi utilizzato dalla Strada statale 19 delle Calabrie.
- Petrusa-Crichi-Uria-Cropani-Crotone che collegava la dorsale ionica con Crotone.

È importante notare che le vie Corace-Sibari e Petrusa-Crotone sono esistenti sin dal paleolitico come testimoniano alcuni reperti in pietra rinvenuti in località Pirivoli.
Le peculiarità climatico-ambientali, l'abbondanza di legno estratto dai boschi silani e la presenza costante di vento consentivano di raggiungere la temperatura necessaria per i forni in cui veniva lavorato il rame e gli altri metalli. I ritrovamenti delle antiche miniere tra i colli Petruso e Trivonà e i numerosi resti di stabilimenti e arnesi per la lavorazione, sono la prova dell'intensa attività protoindustriale di quel tempo.

## Periodo greco
sotto il potere di un uomo buono e saggio, che convinse i vicini, gli uni con le parole, gli altri con la forza.
Questo uomo si chiamò Italo che denominò per primo questa terra Italia. E quando Italo si fu impadronito di questa terra dell'istmo, ed aveva molte genti che gli erano sottomesse, subito pretese anche i territori confinanti e pose sotto la sua dominazione molte città.»
(Antioco di Siracusa, Sull'Italia, V secolo a.C.)
Alcune ipotesi fanno risalire l'origine di Catanzaro a un'antica colonia greca nel luogo che in seguito divenne l'antica Scolacium, oppure ritengono che sia sorta sulle rovine dell'antica città di Trischines.

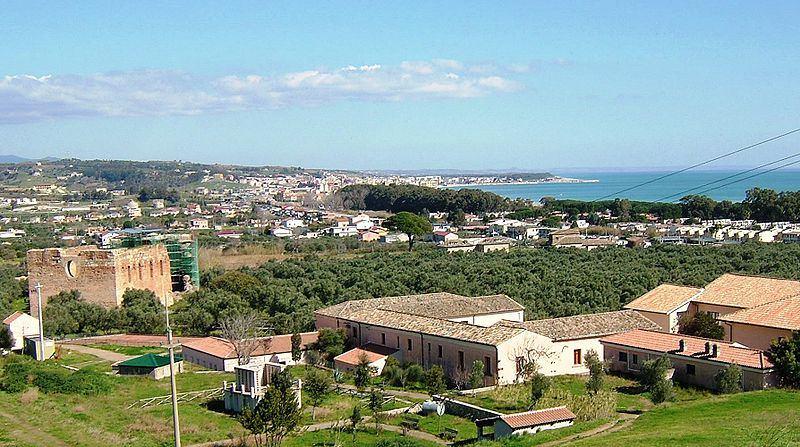
Quartiere Lido visto dal parco archeologico Scolacium

Altre ipotesi più accreditate individuano la fondazione da alcuni insediamenti posti in ordine sparso nella zona dell'attuale Catanzaro Marina, Tiriolo (anticamente Teura), Santa Maria di Catanzaro, sul colle Trivonà (Trischines) e lungo la valle del Corace che formavano l'antica "Terra dei Feaci". E proprio alla foce del torrente, secondo la leggenda, Ulisse fondò l'antica Skilletion. Di recente ritrovamento nel quartiere Germaneto lungo la valle del Corace, una necropoli greca del V secolo a.C. e un antico centro romano testimoniano la presenza di antichi insediamenti lungo la valle del Corace.
Dai ritrovamenti archeologici emerge che l'attuale territorio comunale era compreso nell'area abitata fin dall'età del ferro dalla popolazione dei "Vituli", così chiamati perché adoratori del simulacro del vitello, che i greci ribattezzarono "Italoi" (adoratori del vitello) e governati dal famoso re Italo (dal quale in seguito prese il nome tutta la penisola italiana), fratello di Dardano progenitore dei troiani.

## Il Medioevo e il Rinascimento

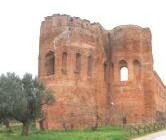
Resti della basilica bizantina

Secondo la leggenda due condottieri bizantini, Cattaro e Zaro, condussero le popolazioni rivierasche della città magno-greca di Skilletion o Skillakion, corrispondente alla romana Scolacium (nei pressi dell'odierna Catanzaro Marina), prima sullo Zarapotamo (oggi Santa Maria di Catanzaro) poi successivamente sul Trivonà, in una fortezza militare (secondo alcune ipotesi già esistente da qualche secolo nel luogo che attualmente è il quartiere che porta il nome di Grecìa). La scelta territoriale sarebbe stata legata alle continue incursioni saracene, che spinsero a spostare l'abitato in zone più elevate. Tale fondazione è attribuita tradizionalmente alla seconda metà del IX secolo, per decisione del generale bizantino Niceforo Foca il vecchio, dal quale avrebbe inizialmente preso il nome di "Rocca di Niceforo". Il passaggio da fortezza a centro urbano vero e proprio avvenne ad opera del generale Flagizio che avviò la costruzione di una cittadella, di un recinto fortificato e infine la sistemazione di cisterne e provviste di grani. Potenziato dall'accentramento di popolazione, prese forma urbana ed in seguito fu incastellato e assunse la denominazione di Katantzárion, con il permesso dell'Imperatore ottenuto da Flagizio. Secondo alcune ipotesi, proprio da questo periodo che vide lo sviluppo di officine per la lavorazione della seta importata dall'oriente e delle coltivazioni di gelso, deriva il nome attuale della città dal termine greco Katartarioi, ovvero filatori di seta.

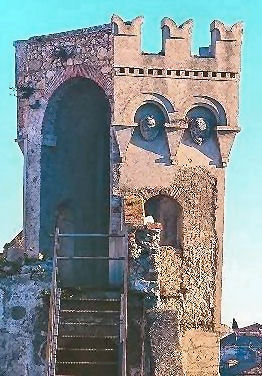
Torre del complesso San Giovanni, già castello Normanno

Una presenza araba è testimoniata da ritrovamenti ottocenteschi di una necropoli che restituì oggetti con iscrizioni arabe.
Intorno al 1000 Catanzaro si ribellò al dominio saraceno, tornando per un breve periodo nuovamente sotto controllo bizantino. Nel 1069 fu l'ultima città calabrese, dopo mesi di resistenza, a cadere sotto l'assedio dei Normanni di Roberto il Guiscardo che eressero il Castello Normanno, e la città fu feudo della famiglia Altavilla con il conte Rodolfo († 1098), figlio di Goffredo d'Altavilla. In quest'epoca conobbe una fioritura di arti e dei mestieri, e in particolare la lavorazione della seta, con scambi commerciali sia con le altre regioni d'Italia che con i paesi orientali ed europei.

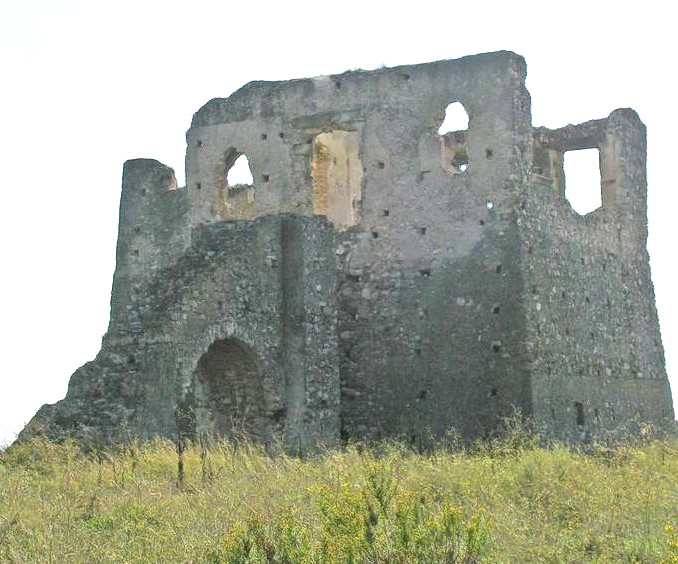
Torre Cavallara del XV secolo

Alla metà del XIII secolo l'imperatore Federico II fece di Catanzaro un diretto possesso della corona. In seguito la città fu feudo delle famiglie Ruffo, Caraffa e Soriano. Per farne un centro di dominio, i Normanni l'elessero a Contea, conferendola a Pietro Ruffo, grande marescalco di Federico II. Da questi perduta nelle sue lotte contro Manfredi, la città ritornò ai Ruffo quando Carlo I d'Angiò la donò al secondo Pietro Ruffo, nipote del precedente, suo generale nella guerra del Vespro. Per quattordici anni, ad opera del Re Ladislao, rimase nel demanio regio. Nel 1420, ritornò a Nicolò Ruffo, che la diede in dote alla figlia Enrichetta che andava sposa ad Antonio Centelles. In seguito alla ribellione di costui che fomentò le plebi rurali, Alfonso I ne fece di nuovo una città demaniale. Per cui pochi anni dopo (1460) si accese nuova guerra durante la quale Catanzaro trucidò i partigiani di Centelles. Ritornata la pace, la città ebbe concessi nuovi privilegi che favorirono enormemente l'affermarsi della sua industria della seta, per cui i suoi damaschi andavano noti in tutta Europa. Da quel tempo Catanzaro acquista sempre più l'aspetto e l'importanza di quieta città aristocratica ed artigianale. Tuttavia questa condizione le conferisce l'energia di comportarsi eroicamente, nel 1528, e di resistere all'assedio posto dai francesi, meritandosi da Carlo V il titolo di "Fedelissima" e l'autorizzazione a fregiare il proprio stemma con l'aquila imperiale. L'importanza economica, ma soprattutto militare portò, pochi anni dopo, nel 1593 la città ad essere nominata capoluogo della provincia Calabria Ulteriore, ruolo che detenne per oltre 220 anni fino al 1816, anno in cui avvenne la divisione amministrativa della provincia.

La sua importanza per tutto il territorio regionale ebbe conferma nel 1970, anno in cui venne nominata capoluogo della regione Calabria.

### Nomi storici
Catanzaro ha avuto differenti nomi, che corrispondono alle diverse epoche storiche attraversate dalla città:
- Catacium, durante epoca romana;
- Cantacium, Catanzium, Catancium, varianti latino-medievali del toponimo[9];
- Quatansàr, quinquennio saraceno;
- Rocca di Niceforo, Katantza'rion, periodo Bizantino;
- Cathacem, periodo Normanno;
- Cathanzario, regno di Napoli;
- Catanzaro, unità d'Italia.

### Gli statuti dell'arte della seta
Perché l'arte della seta si sia sviluppata solo a Catanzaro è un mistero ancora irrisolto, considerando il fatto che a quei tempi tutto il meridione d'Italia era sotto dominio bizantino.
Secondo un recente studio, il significato stesso del nome primitivo della città, Katantzárion, potrebbe risalire al verbo greco katartizen, il cui significato è "preparare", "confezionare" ed anche "lavorare", e denota chiaramente qualche processo preparatorio, con riferimento ad un luogo "segreto" (ant) "posto sotto" (katà) "le terrazze" (anzar) "di un monte".
Laggiù (katacì), oltre il fiume Zaro, l'accesso al quale era consentito solo a chi conosceva il posto e controllato dalla porta di Stratò, erano presenti tutte le risorse ambientali per l'impianto di un opificio: l'acqua necessaria in tutte le fasi della lavorazione, il vento per allontanare il cattivo odore, il sole per asciugare la seta. In quel luogo occulto, gli artigiani (katartarioi) esercitavano la trattura della seta grezza (katarteon sericon) e con le loro "segrete invenzioni" per la filatura e la torcitura preparavano il prezioso filo di seta (katartizein metaxa). La presenza di una tale struttura, ovvero uno stabilimento imperiale risalente alla prima colonizzazione, con manodopera qualificata e speciali attrezzature tecniche, nel quale potrebbero essere confluiti sia gli artigiani espulsi dalle corporazioni e mandati in esilio sia schiavi orientali, giustificherebbe lo sviluppo e la successiva affermazione dell'arte della seta nella sola Catanzaro, dove più profonde erano le radici bizantine. 
Il telaio Jacquard meccanico e Giovanni il calabrese
Nel campo delle innovazioni tessili che riguardano la tessitura e la filatura, il francese Joseph-Marie Jacquard vanta l'invenzione nel 1801 di un congegno frutto dell'elaborazione di precedenti progetti (la tecnica degli aghi e dei cartoni perforati di Basile Bouchon e Jean Baptiste Falcon e il cilindro di Vaucanson), destinato a rivoluzionare la produzione tessile del XIX secolo. Venne a sostituire i telai al tiro o a liccetti dove il tessitore era coadiuvato da un aiutante, spesso un ragazzo o bambino, che sollevava i licci tirando delle manopole poste su un lato del telaio.
In realtà il primo prototipo del telaio fu realizzato da un tessitore catanzarese nella seconda metà del quattrocento noto a Lione come Jean Le Calabrais, Giovanni il Calabrese. Egli fu invitato a corte da Luigi XI che aveva intenzione di impiantare la manifattura tessile di Lione. Il telaio destò grandi preoccupazioni nel mondo operaio dei tessitori francesi e, per timore della disoccupazione nel settore tessile, fu boicottato in diverse occasioni per ostacolarne la diffusione. Oggi un esemplare del telaio è custodito nel museo delle arti e dei mestieri a Parigi.
Il francese Joseph Marie Jacquard studiò il telaio di Giovanni il Calabrese e, perfezionandolo, trovò il modo per migliorare ulteriormente la realizzazione dei tessuti operati. Riuscì poi a brevettare la macchina tessile che da lui prese il nome.
((Vincenzo D'Amato, Memorie historiche dell'illustrissima, famosissima, e fedelissima città di Catanzaro,  1670))
Il testo fa ritenere che l'arte della seta sia stata introdotta a Catanzaro nel 1072 da una casta di Orientali che abitava la città. 
Secondo la tradizione catanzarese, sia il gelso che il baco sarebbero stati introdotti in Europa proprio in quel secolo che vide la nascita della città. Alcune ipotesi fanno derivare il nome stesso della città dal termine "katartarioi", ovvero "filatori di seta".
È certo che i primi centri europei dove si lavorò la seta, tra la fine del IX e i primi anni del X secolo d.C., sono italiani, per l'esattezza Catanzaro e Palermo. La spiegazione è intuitiva: la prima era sotto il dominio dei bizantini, la seconda era araba, quindi tutte e due strettamente legate a culture orientali, allora molto forti.
Agli inizi del Quattrocento, sotto il dominio Aragonese, si ebbe un ulteriore periodo di sviluppo dovuto all'antica tradizione della lavorazione e del commercio della seta. Nel 1519 re Carlo V riconosce il Consolato dell'Arte della Seta, anche se gli Statuti dell'Arte della Seta a noi pervenuti sono dell'8 maggio 1568. È certo che a Catanzaro l'arte della seta era già florida in tempi precedenti: infatti, alcuni artigiani furono chiamati in Sicilia (a Palermo nel 1432 e a Messina nel 1468) per insegnare l'arte del velluto, e in Francia (a Lione nel 1466 e Tours nel 1470) quando il re Luigi XI decise di istituire nei propri domini la manifattura della seta, dove comparve il primo telaio meccanizzato attribuito a "Giovanni il Calabrese"
Grande importanza in tal senso ebbero gli ebrei, ma quando vennero banditi da tutti i territori dominati dalla Spagna, anche la tradizione manifatturiera declinò, in quanto opera prevalentemente di questa popolazione. Ne resta traccia nel quartiere tuttora chiamato Filanda, dove anticamente erano ubicati i laboratori per la tessitura e la filatura della seta.

### Città fortezza
((Vincenzo D'Amato, Memorie historiche dell'illustrissima, famosissima, e fedelissima città di Catanzaro, 1670))

Antica Porta di Mare o Marina

Fin dalla sua fondazione  Catanzaro fu costruita con precisi scopi difensivi, capace di resistere a lunghi assedi. Era una città fortezza dotata di torri, bastioni, porte civiche e racchiusa in una cinta muraria di circa 7 km.
L'impianto difensivo era di tipo complesso: la città era difesa dalla sua stessa posizione, accerchiata da profondi e ripide valli, ed inoltre in prossimità delle mura c'erano fossati e trincee fortificate. In realtà la struttura difensiva iniziava fin dalla costa. Infatti, sulle colline che fiancheggiano la valle, dove oggi sorgono i quartieri Sala, Santa Maria e Lido, ci fu un susseguirsi di torri d'avvistamento fino alla costa; una delle torri cavallare è ancora visibile sulle colline del quartiere Aranceto.
Le porte di accesso erano 6:
- Porta Marina o Granara, sicuramente la porta principale perché consentiva l'accesso dalla costa ed era utilizzata per il commercio del frumento; secondo il D'Amato, qui erano posizionate 4 torri di guardia, 3 bastioni con cannoni e poco distante il baluardo dei Palmeti;
- Porta di San Giovanni o Castellana, posizionata nei pressi dell'attuale piazza Matteotti. Adiacente a questa porta vi era un profondo fossato, chiamato fosso rivellino, attraversabile tramite un ponte levatoio;
- Porta Prattica consentiva l'accesso da Occidente al rione Paradiso, oggi quartiere Case Arse. Di fianco, a difesa della porta, vi era il bastione di San Nicola Caracitano;
- Porta Stratò, situata nell'omonimo rione ad Oriente del centro storico, era una porta civica ad arco a sesto chiuso nascosta dalla chiesetta di Santa Maria della Portella, che svolgeva la duplice funzione di luogo di culto e di postazione di avvistamento, in quanto in caso di pericolo veniva suonata la campana che avvertiva la popolazione della chiususa delle porte. È tuttora visibile il sentiero che sale dalla valle del Musofalo e giunge fino alla chiesetta. Il nome stesso (Stratò) deriverebbe dal toponimo greco che significa occulto, nascosto;
- Porta del Gallinaio era un porta civica secondaria, utilizzata per l'accesso del bestiame;
- Porta Silana, anch'essa porta civica secondaria, utilizzata per il passaggio di bestiame, consentiva l'accesso alla città dal retrostante altopiano della Sila.

In posizione rialzata rispetto al resto dell'antica città, sul colle del Castello, fu eretto il castello Normanno o D'Altavilla, oggi complesso monumentale San Giovanni, sotto il quale erano costruiti lunghi cunicoli sotterranei, visitabili ancora oggi.

## Età moderna

### Il'400

#### La rivolta di Catanzaro

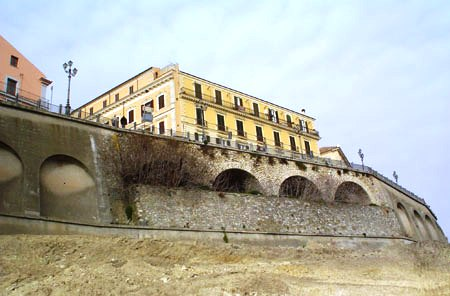
Antiche mura della città

Il 1461 fu un anno sanguinoso. Da tempo il potente marchese Centelles, uomo avido e violento che tiranneggiò in modo spietato sulla città, appoggiato da vari nobili dell'epoca, cercava di organizzare una rivolta contro il sovrano Alfonso V d'Aragona. I primi mesi del 1461 furono particolarmente spietati, per timore di essere scoperto, il marchese non esitava a far imprigionare o giustiziare chiunque destasse sospetto.
La pazienza dei catanzaresi terminò l'8 maggio 1461, quando la città intera si ribellò al feudatario tiranno. Di la notte un gruppo di cittadini tentò l'assalto al castello del marchese. La notizia si sparse rapidamente dappertutto, dando vita alla sommossa che costrinse il marchese Centelles alla fuga. Durante gli scontri scoppiò un grande incendio nel quartiere Paradiso adiacente al castello, ma le fiamme (secondo la leggenda per intercessione di San Vitaliano) furono miracolosamente deviate dal mutare del vento contenendo il numero di vittime ed evitando che il fuoco si propagasse all'interno della città.
In seguito a questo evento l'antico rione Paradiso fu ribattezzato con il nome, che tuttora possiede, di Case Arse.

### Il '500

#### Assedio alla città sotto l'imperatore Carlo V
Quando l'imperatore Carlo V divenne re di Napoli, la città dimostrò la propria fedeltà alla Corona. Nel 1528 il francese Odet de Foix de Lautrec fu incaricato dal re Francesco I di conquistarla al Regno di Francia. Perciò inviò in Calabria due contingenti, comandati da Simone Tebaldi, conte di Capaccio, e da Francesco di Loria da Tortorella. Ad essi si associarono diversi nobili parteggianti per la Francia: calabresi, come il marchese di Crotone, e pugliesi, come il marchese di Taranto, che formarono un esercito di circa 35.000 uomini. Il viceré della provincia di Calabria Ulteriore Don Pedro de Alarcón y Mendoza, con 11.000 uomini forniti dai nobili rimasti fedeli alla Corona, organizzò la difesa della Calabria Ulteriore eleggendo la città di Catanzaro, considerata inespugnabile, piazza d'armi e comando generale delle operazioni.

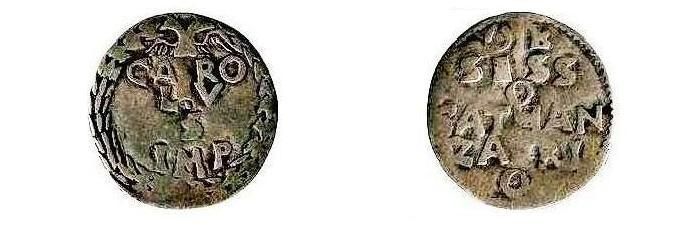
Moneta di Catanzaro del XVI secolo

La città venne invano assediata per settimane. Nonostante la netta inferiorità numerica, i catanzaresi resistettero eroicamente fino al 28 agosto 1528. Dopo la vittoria l'Imperatore le concesse il diritto di utilizzare come suo simbolo l'aquila imperiale, recante sul petto uno scudo rappresentante i tre colli della città, sormontati da una corona, e reggente col becco un nastro azzurro col motto "Sanguinis Effusione". Nello stesso periodo a Catanzaro fu concessa l'esenzione dai tributi regi e la facoltà di battere moneta, del valore di un carlino. Le monete provenienti da Catanzaro recavano su una faccia la scritta "OBSISSO CATHANZARIO" e sull'altra "CAROL. V S IMP".

#### Il capoluogo di Calabria Ultra
Nel 1584 la città di Reggio Calabria riuscì a farsi trasferire da Catanzaro gli Uffici della Regia Udienza di Calabria Ultra. Ma nel 1594, quando per la disastrosa incursione di Bascià Cicala la città di Reggio fu terribilmente saccheggiata, compresi gli archivi e i tribunali, gli uni e gli altri ebbero definitiva sistemazione in Catanzaro, e la loro permanenza divenne fondamentale per l'affermarsi della città quale sede centrale della vita civile della regione.

### Il'600

#### Moti del 1647-48
Nel corso del Cinquecento erano stati costruiti edifici di culto affiancati ai più antichi insediamenti francescani e domenicani già presenti in città. Nel corso del Seicento tale fenomeno si ridimensionò e vennero mantenuti solamente il convento del Carmine e quello dei Teatini; entrambi svolgevano un'illecita attività finanziaria di prestito ad interesse, che aggravò maggiormente la condizione economica della popolazione già soggetta all'ennesimo aumento della gabella. Il 26 luglio 1647 i catanzaresi al grido di "fuori gabella" si avviarono verso l'ufficio degli arrendatori, ovvero coloro i quali riscuotevano la gabella, ma trovandoli vuoti, sfogarono la rivolta sulle abitazioni degli stessi. Alcune vennero incendiate, altre risparmiate grazie all'intervento delle squadre armate inviate dai tre ceti influenti della città che mantennero l'ordine cittadino anche nei mesi successivi. Quando il Preside della Provincia si accorse che i moti non erano del tutto sedati, ordinò di impiccare i capi dei ribelli, provocando la fuga del resto dei rivoluzionari dalla città.
Tra il 1657 e 1658 la Calabria fu messa in ginocchio da disastri che si susseguirono a distanza di poco tempo: una carestia, un'eccezionale nevicata e due terremoti. Solo il catanzarese rimase miracolosamente indenne, ma due incendi distrussero la sagrestia della Cattedrale e la volta del Collegio di Gesù tra il 1660 e 1661.

## Età contemporanea

### L'Ottocento

#### Distretto di Catanzaro
Fu una suddivisione amministrativa prima del Regno di Napoli e poi del Regno delle Due Sicilie. Dal 1806 e fino alla fine del 1816 fu subordinata alla provincia di Calabria Ulteriore; successivamente e fino alla sua soppressione nel 1860 costituì un distretto della provincia di Calabria Ulteriore Seconda.

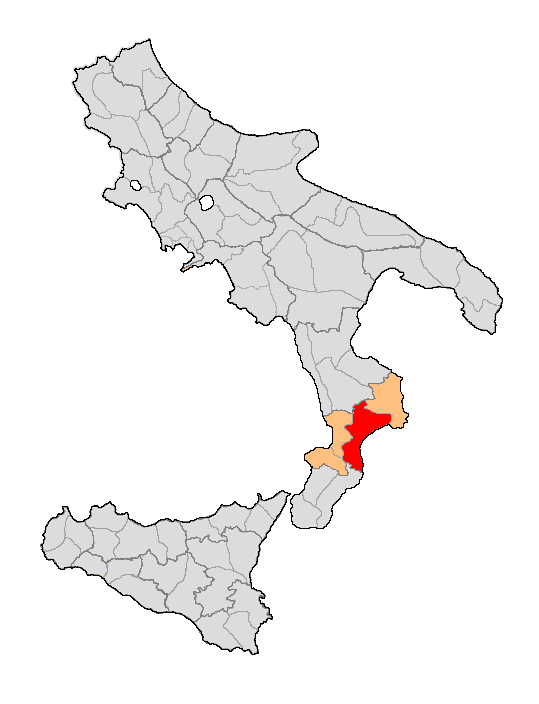
Localizzazione del Distretto di Catanzaro

Fu costituito con la legge 132 del 1806 Sulla divisione ed amministrazione delle province del Regno, varata l'8 agosto di quell'anno da Giuseppe Bonaparte. Con l'occupazione garibaldina e l'annessione al Regno di Sardegna del 1860, l'ente fu soppresso.
Il distretto era suddiviso in sottolivelli amministrativi gerarchicamente dipendenti dal livello precedente. Al livello successivo al distrettuale individuiamo i circondari, a loro volta costituiti dai comuni, l'unità di base della struttura politico-amministrativa dello Stato moderno. A questi ultimi potevano far capo i villaggi, centri a carattere prevalentemente rurale.
Prima della soppressione i circondari del distretto di Catanzaro ammontavano ad undici:
- Circondario di Catanzaro
- Circondario di Soveria
- Circondario di Cropani
- Circondario di Taverna
- Circondario di Tiriolo
- Circondario di Borgia
- Circondario di Squillace
- Circondario di Gasperina
- Circondario di Chiaravalle
- Circondario di Davoli
- Circondario di Badolato

#### Il Risorgimento catanzarese
A seguito della perdita del ruolo di capoluogo di Calabria Ulteriore a favore di Monteleone (l'odierna Vibo Valentia), Catanzaro perse le funzioni amministrative e giudiziarie, anche se restava pur sempre un caposaldo militare e civile. Tali ruoli, unitamente alla riforma dell'istruzione di Giuseppe Bonaparte, le permisero di promuovere la rigenerazione della società tramite la scuola e la cultura. Le idee illuministe che avevano animato gli anni della rivoluzione francese erano giunte, infatti, anche a Catanzaro. Uomini di cultura, quali il filosofo Gregorio Aracri ed il poeta e cantante Luigi Rossi, avevano apertamente diffuso le nuove idee; all'interno della città operavano logge massoniche fondate sugli stessi principi della rivoluzione.
Nel 1808 a Catanzaro fu istituito un Real Collegio, che diede alla cultura Orazio Lupis, e nel 1812 un Real Liceo, al quale fu annesso un corso universitario di medicina e giurisprudenza. Nello stesso anno fu aperta la Scuola Agraria che ebbe notevole importanza nello sviluppo economico e culturale, così come anche l'industria tipografica, sostenuta dagli avvocati della città. 
Se grazie a questi nuovi istituiti di formazione Catanzaro acquistava credito in campo intellettuale e culturale, continuavano a sussistere gravi problemi strutturali, come la necessità di un nuovo acquedotto che erogasse acqua pulita. In città, infatti, giungevano solo acque malsane erogate da due fontane pubbliche, insufficienti ai bisogni della popolazione oltre che dannose. A causa di problemi tecnici, sociali e d'interesse privato la nuova fontana rimase a lungo un miraggio, tanto che Pietro Colletta osservò che Catanzaro era come Tantalo nella favola, nuota nell'acqua e soffre la sete, almeno fino al 22 giugno 1810. In tale data Gioacchino Murat decretò l'avvio della costruzione della fontana che sarebbe stata completata nel 1840.
Tutto ciò continuava però a non soddisfare le esigenze del popolo, povero e sofferente, come testimoniava l'alto numero di neonati abbandonati all'Ospedale dei Projetti (o Trovatello) in cui si trovava la ruota della città.

Stemma di Calabria Ultra

Già agli inizi del secolo il governo aveva imposto ai comuni onerose tassazioni a beneficio dei projetti, ma quando le risorse finanziarie si rivelarono insufficienti e i pagamenti alle nutrici si fermarono, i bambini furono abbandonati sulla pubblica via. Nel Consiglio Generale degli Ospizi vi è inoltre riportata la statistica annotata dal canonico Greco, secondo cui dal 1802 al 1811 su circa 498 nati 162 erano i morti per scarsa assistenza ricevuta durante i primissimi giorni di vita; invece nel 1813 è riportato un numero di nascite pari a 509: 398 legittimi, 9 illegittimi e ben 95 trovatelli. La perdita del ruolo di capoluogo aveva portato la città di Catanzaro a creare un nuovo organismo decurionale che permetteva al governo centrale di avere un maggior controllo sul governo locale; pertanto il ruolo di decurione (o sindaco) non acquisì una buona reputazione, tanto che i cittadini tentavano a mantenersi ben distanti da esso.
Con il ritorno di Ferdinando I sul trono regio a Napoli nel 1816, Catanzaro conquistò quella ripartizione amministrativa già auspicata dagli illuministi riformatori prima della caduta borbonica e acquistò il ruolo di capoluogo della neo nata Calabria Ulteriore Seconda, lasciando a Reggio Calabria il capoluogo della Calabria Ulteriore Prima. Catanzaro ebbe merito di ospitare la Gran Corte Civile delle Calabrie e divenne un luogo importante per il governo centrale, dove nel frattempo erano tornati i Borboni, con l'obiettivo di reintegrare il vecchio ordine così come deciso nel Congresso di Vienna. Catanzaro rientrò perfettamente nell'immobilismo che sembrava dover caratterizzare il periodo della Restaurazione. 
Tuttavia le idee liberali continuavano a circolare, soprattutto tra le menti più giovani, e nel tempo accolsero un cospicuo numero di persone, tanto da rendere Catanzaro uno dei centri carbonari più attivi del Mezzogiorno, merito oltretutto dell'arciprete Domenico Angherà. Non si conoscono i nomi dei carbonari di Catanzaro, ma si suppone ci fossero personalità d'importanza e di cultura che ostentavano un rispetto formale per il governo borbonico, nascondendo le loro reali intenzioni. Tale atteggiamento portò ad accrescere dubbi sugli ideali che animavano gli animi, soprattutto all'interno della scuola: i docenti sospettati di avere contatti con la Carboneria vennero dimessi dalle cariche. Iniziò così anche a Catanzaro la persecuzione borbonica contro i principi liberali e si fece spazio l'idea di instaurare un governo cittadino che punisse i liberali. A Catanzaro vennero richiamate a tale scopo personalità d'eccellenza, quali i magistrati Ilario de Basio e Carlo De Nobili, il professor Costantino Lopez e il giurista Vincenzo Catalani.
Nonostante l'assopimento generale, la diffusione del pensiero liberale acquistò maggior vigore con l'avvento di Luigi Settembrini, giunto da Napoli nel 1835 per la cattedra di eloquenza e di greco presso il liceo cittadino, attraverso la quale faceva proseliti di idee liberali e della società segreta “Figlioli della Giovane Italia” fondata da Benedetto Musolino, analoga alla Giovane Italia mazziniana.
Con l'inizio degli anni '50 l'ambiente catanzarese si apre progressivamente alla cultura europea e nazionale, come prova l'ampia attività pubblicistica di carattere politico-culturale ed economico dell'epoca. La Società Economica catanzarese si interessò particolarmente ai temi di sviluppo economico e sociale; tra i membri si ricordano i nomi di Carlo De Nobili, Giuseppe Caruso, Giuseppe Cua, Francesco Codispoti, Antonio Zuccaro, Vincenzo De Grazia e Gennaro Menichini. Altre personalità di spessore estranee all'ambiente economico ma ugualmente impegnate al recupero economico e civile di Catanzaro furono il letterato Liborio Menichini e Luigi Grimaldi, tecnico dinamico e dalla mente poliedrica.

#### Moti del 1848
Dopo i moti del 1821, del 1837 e del 1844, il 1848 non colse i catanzaresi impreparati. Causa scatenante furono i fatti di Napoli del 15 maggio, che fratturarono definitivamente l'equilibrio dei rapporti tra la monarchia e la borghesia. Il tentativo del re Ferdinando II di rendere inoperante la Costituzione da lui stesso concessa a febbraio provocò un fremito d'indignazione in tutto il regno. La Calabria fu in subbuglio; Catanzaro e Cosenza furono i focolari più importanti, mentre Reggio Calabria, che aveva tentato di insorgere già un anno prima, risentiva ancora del recente fallimento. Pertanto anche a Catanzaro si formarono comitati aventi lo scopo di organizzare la lotta armata contro la prevedibile reazione borbonica. La partecipazione fu numerosa, soprattutto da parte di contadini e agricoltori. I comitati avevano però carenza di fondi, e ciò rese inoperosi i volontari che non vennero né armati né remunerati e, con l'avvicinarsi del periodo della mietitura, preferirono abbandonare gli ideali per tornare ai campi. Pertanto all'alba del 27 giugno 1848, giorno del combattimento all'Angitola, i rivoltosi dimezzati ricevettero una dura sconfitta dal generale Alessandro Nunziante che aveva ricevuto rinforzi da Napoli.
Stessa sorte toccò ai rivoltosi di Pizzo Calabro e Filadelfia; diversi comitati cittadini si sciolsero, compreso quello di Catanzaro, i cui capi più compromessi e sopravvissuti alle battaglie si diedero alla fuga per non rischiare l'ergastolo, come accadde a chi fu catturato. Ciò non spense gli animi rivoluzionari catanzaresi, piuttosto, per citare Basile: 

#### Dopo l'unificazione
Lo sbarco di Giuseppe Garibaldi e dei Mille a Reggio Calabria il 21 agosto 1860 diede una nuova speranza agli animi liberali calabresi e risolse contrasti e incertezze di nuovi gruppi finora titubanti che si schierarono a favore dei liberali, incrementando concretamente le condizioni favorevoli all'insurrezione. Di nuovo, però, il moto insurrezionale filounitario non era presente in tutta la regione; soprattutto a Catanzaro vi erano forti disaccordi tra i pensatori liberali radicali come Antonio Greco, Domenico Angherà e il generale Francesco Stocco ed i liberali moderati guidati dal sindaco Giovanni Marincola e l'Intendente Leonardo Larussa. I contrasti si acutizzarono nel momento della designazione dei candidati per le elezioni politiche fissate in Calabria per il 26 agosto 1860, che videro predominare nel capoluogo Greco per l'ala democratica e Vincenzo Stocco, nipote del generale Francesco Stocco, per l'ala moderata. La scelta di due uomini d'orientamento tanto diverso non fece che rallentare il moto d'insurrezione nella provincia di Catanzaro; inoltre il dissidio non tanto aveva valore ideologico quanto era strettamente correlato a rivalità locali, inerenti per lo più agli interessi amministrativi o familiari.
Intanto il generale Stocco, richiamato a Napoli da Garibaldi e ormai governatore riconosciuto dei moderati, rafforzava via via il desiderio di annessione al Piemonte, che gli permise di confermare la vittoria nel Plebiscito del 21 ottobre 1860, inserendo la provincia di Catanzaro nell'ala conservatrice. Il risultato non piacque all'ala democratica che non fece altro che accentuare il dissidio riguardo all'elezione del primo parlamentare catanzarese in seguito all'unificazione.
Il passaggio dal vecchio al nuovo regime e l'importanza del plebiscito del 1860 ebbe una valenza politica piuttosto contraddittoria, ma fu un momento di particolare importanza nel processo di sviluppo del moto unitario.
Durante i moti del '48, i catanzaresi si rifugiarono all'interno della recinzione muraria della città. La protezione fornita dalle mura le fece riacquistare il ruolo di città-guarnigione, che era andato perduto assieme al ruolo di capoluogo di Calabria Ulteriore nel 1806. Non a caso nel 1857 da Catanzaro partirono le operazioni contro il brigantaggio guidate da Afan De Rivera.
A metà del XIX secolo Catanzaro subì un processo di trasformazione e adeguamento delle strutture urbanistiche con l'obiettivo di restituirle decoro e migliorare le condizioni di vita attraverso l'attivazione di strutture pubbliche: fu completata la Nuova Fontana, venne costruito il Teatro Comunale e nuovi palazzi privati di pregevole fattura, quali palazzo Alemanni e palazzo Doria, mentre altre strutture danneggiate dal sisma del 1783 vennero restaurate. I lavori proseguirono anche per gran parte del Novecento. Le varie migliorie permisero oltretutto di sviluppare il mercato edilizio che, almeno per i palazzi nobiliari, riuscì a risollevarsi, mentre per le zone abitate da contadini e artigiani si dovette aspettare il periodo post-unificazione prima di vedere miglioramenti. Secondo il piano regolatore approvato nel 1877, Catanzaro veniva allargata; il Corso e le aree limitrofe coincidenti con l'asse centrale della città dovevano essere livellate per riordinare le costruzioni erette in seguito al terremoto distruttivo del 1783 e per adeguare il tessuto cittadino alle nuove esigenze di traffico, mobilità e conservare il ruolo amministrativo della giustizia negli istituti universitari, nei comandi militari e altre istituzioni regionali.
La componente sociale cittadina era nel frattempo mutata: la fetta più larga era composta da professionisti e funzionari amministrativi, mentre il resto della popolazione (contadini, artigiani, operai sottopagati) formavano una quota certamente rilevante, ma meno cospicua rispetto al passato.

### Il XX secolo

#### Brigata Catanzaro
(Portiamo i colori del sangue e della morte: ovunque vincitori)
(Attilio Frescura, Diario di un imboscato, 1916)

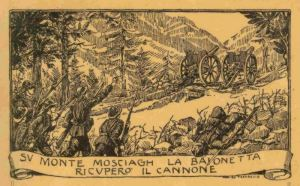
Motto della Brigata Catanzaro

Si formò a Catanzaro nel quartiere Lido, sotto il comando del colonnello Ferella Gaetano, nei primi mesi del 1915. Pochi giorni dopo la dichiarazione di guerra il reggimento era stanziato in Friuli e faceva parte della Terza Armata (Armata del Carso), agli ordini di Emanuele Filiberto di Savoia, Duca d'Aosta. Ebbe il battesimo del fuoco partecipando con la Brigata Sassari all'assalto del Trincerone di Bosco Cappuccio che riuscì a conquistare con slancio ammirevole.
In seguito fu impiegata come brigata d'assalto, in tutte le battaglie dell'Isonzo, fu una delle più valorose e sfruttate unità dell'Esercito italiano.
Formata per lo più da calabresi (circa 6.000), comprendeva il 141º e 142º Reggimento fanteria Ordine Militare d'Italia (già Ordine Militare di Savoia). Fu protagonista dell'episodio del recupero dei cannoni italiani caduti in mano nemica, dopo un furibondo combattimento in cima al Mosciagh (Altopiano dei Sette Comuni) che si svolse nella notte tra il 27 ed il 28 di maggio. L'ardita impresa fu marcata dalla differenza di armamento che c'era tra la Brigata italiana e i corrispettivi austriaci. Fu in seguito a questo evento che nacque il nuovo motto della Brigata Catanzaro:

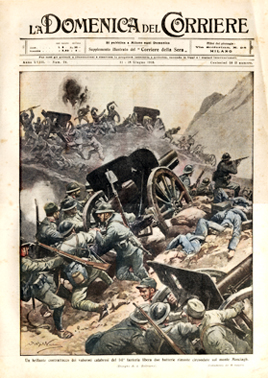
Copertina del La Domenica del Corriere

Lo stesso Cadorna dopo quell'operazione scrisse: 
Fu proprio dopo quest'episodio che la Brigata ricevette la prima Medaglia d'Oro al Valor Militare.

#### La rivolta della brigata del 16 luglio 1917
La brigata Catanzaro, come tante altre, aveva avuto i suoi giorni in linea (23 e 24 maggio) e pur con perdite notevoli era stata ricondotta in trincea (Hermada) 10 giorni dopo. Ritirata nuovamente a Santa Maria la Longa, paesino della bassa friulana il 24 giugno (64% gli effettivi) si paventò subito un suo reimpiego. Il malcontento divampò tra i soldati, privati dello sperato riposo. Il parroco del paese aveva avuto sentore che qualcosa si andava tramando, dai discorsi fatti nelle osterie. Credette suo dovere mettere sull'avviso il comandante della Brigata, ma fu tranquillizzato dal fatto che quelle erano ritenute normali lamentele. Quando di lì a qualche giorno la Brigata ricevette l'ordine di tornare al fronte, la sommossa divampò. Alle 22.30 del 15 luglio, con un violento fuoco di fucileria, razzi multicolori ascesero il cielo per dare il segnale della rivolta ad altre Brigate.  Viene dato l'allarme al Comando Supremo a Udine. Nel cuore della notte gruppi di artiglieria, carabinieri e squadroni di cavalleria circondano la Brigata Catanzaro. 

Cartolina della legione Catanzaro

Verso le 3.00 del mattino la rivolta è spenta. Si istruì il processo per direttissima a seguito del quale 28 militari furono condannati a morte, passati per le armi e gettati in una fossa comune. Qualche ora dopo, sotto buona scorta la Catanzaro fu rispedita nella bolgia. Lungo la strada altri dieci vennero condannati e fucilati per insubordinazione di fronte al nemico. Facevano parte di quei 114 uccisi con esecuzione sommaria.
Così Gabriele D'Annunzio commentò l'accaduto:

## Storia recente

### I moti di Reggio e il ruolo di capoluogo della Calabria
La tragica vicenda della rivolta di Reggio Calabria per la scelta del capoluogo della regione venne vissuta in maniera meno drammatica a Catanzaro.
Dopo le elezioni regionali del 1970, era previsto che la prima riunione del nuovo consiglio regionale si tenesse nelle città sede di Corte d'Appello, quindi, per la Calabria, a Catanzaro.
Ma rimaneva e rimase impregiudicato per mesi quale sarebbe stata la scelta della città capoluogo, che spettava comunque al consiglio regionale.
Alle manifestazioni reggine c'era il timore che si reagisse con manifestazioni catanzaresi e qualche avvisaglia la si ebbe con l'attentato che, durante una manifestazione antifascista, costò la vita all'operaio Malacaria; invece, la città delle tre V e la sua classe dirigente dimostrarono nell'occasione grande maturità civile e democratica.
La scelta di suddividere tra Catanzaro e Reggio le nuove istituzioni regionali, concentrando nella prima, nominata capoluogo della Calabria, la giunta e gli assessorati, e nella seconda il consiglio regionale, fu accettata dai catanzaresi come politicamente equa.